# Fawcett Comics
Fawcett Comics, uma subsidiária da Fawcett Publications, foi uma das diversas editoras de quadrinhos bem-sucedidas durante a Era de Ouro da Banda Desenhada nos anos 1940. Seu personagem mais popular foi o Capitão Marvel, o alter-ego do garoto Billy Batson, que se transformava no super herói ao dizer a palavra mágica "SHAZAM!".[carece de fontes?]
Entre os diversos personagens publicados pela Fawcett citam-se: Íbis, o invencível, Homem-Bala e Mulher-Bala, Spy Smasher, Captain Midnight, Phantom Eagle, Mister Scarlet e Pinky, Minute-Man, Commando Yank e Golden Arrow.[carece de fontes?]
A Fawcett seria processada pela National Publications em 1941, por conta de alegadas semelhanças entre o Capitão Marvel e o Superman. Após uma década de batalha judicial  (onde a Fawcett venceria ações obrigando a National recorrer) a Fawcett veria suas vendas serem derrubadas. Em 1953, a empresa seria encerrada e a maioria de seus personagens foram vendidos à Charlton Comics. Em 1972, a DC licenciou-os, e em 1991 comprou os direitos definitivos do Capitão Marvel e dos personagens relacionados a ele.